# 네그로니

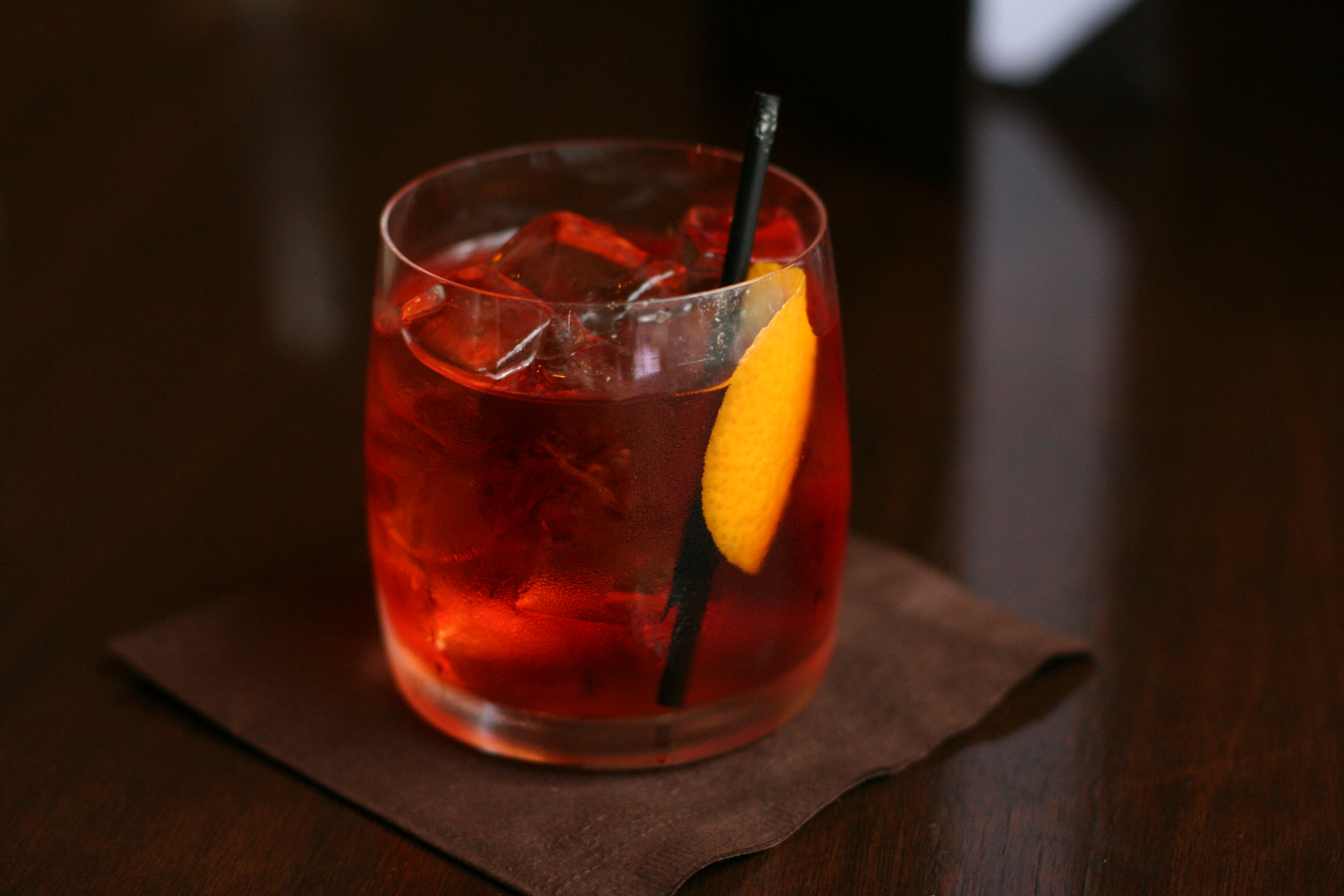

네그로니(Negroni)는 일부는 진 (술), 일부는 베르무트 로소, 일부는 캄파리로 만들고 오렌지 껍질로 고명을 얹은 이탈리아의 칵테일이다.
전통 네그로니는 흔들지 않고 저어서 만든다. 오래된 패션의 유리잔에 얼음을 넣고 그 위에 만들며 오렌지 조각을 얹는다. 이탈리아 외 지역에서 오렌지 껍질은 오렌지 조각 대신 사용하기도 한다.